# Bleed - Più forte del destino
Bleed - Più forte del destino (Bleed for This) è un film del 2016 scritto e diretto da Ben Younger, basato sulla storia vera del pugile Vinny Paz.
Nel cast del film, Miles Teller, Katey Sagal, Amanda Clayton, Ted Levine ed Aaron Eckhart, mentre come produttore esecutivo figura Martin Scorsese. Le riprese si sono svolte dal 10 novembre 2014 in diverse località del Rhode Island, con una distribuzione limitata fissata per il 4 novembre 2016.

## Trama
Dopo che un grave incidente lo lascia quasi paralizzato, costringendolo a vivere con un esoscheletro simile ad un collare fissato direttamente sulle ossa del cranio, la carriera del campione del mondo della boxe Vinny Pazienza sembra finita. Tuttavia, sotto la guida dell'ex pugile Kevin Rooney e contro il parere di tutti, Vinny comincia un duro allenamento con l'intenzione di tornare sul ring e riprendersi il titolo mondiale.

## Produzione

### Sviluppo
I diritti della storia di Vinny Paz sono stati acquistati dall'allora Verdi Corrente Productions, con una data di uscita fissata per il 2011.
Nel marzo del 2014, Miles Teller ed Aaron Eckhart sono entrati nel cast, mentre Ben Younger e Martin Scorsese sono stati confermati rispettivamente come regista e produttore esecutivo.
Il 17 maggio 2015, Open Road Films ne ha acquisito i diritti di distribuzione negli Stati Uniti.

### Riprese
La lavorazione è cominciata il 10 novembre 2014 a Warwick, Rhode Island. Il 10 dicembre, si sono tenute delle riprese al Twin River Casino di Lincoln, mentre il 16 ed il 17 dello stesso mese sono state effettuate delle riprese al Dunkin' Donuts Center di Providence.

## Distribuzione
Il film è stato presentato in anteprima il 2 settembre 2016 al Telluride Film Festival, seguìto dal Toronto International Film Festival e dal 34° Torino Film Festival (sezione Festa Mobile).
Negli Stati Uniti, il film ha avuto una distribuzione limitata a partire dal 4 novembre 2016, mentre è stato distribuito su larga scala il 23 novembre. In Italia è stato distribuito nelle sale l'8 marzo 2017.

## Accoglienza

### Critica
Nel marzo 2016, il Los Angeles Times lo ha inserito nella sua lista dei "10 film di cui sentiremo parlare agli Oscar dell'anno prossimo".